# Lajos Mocsai
Lajos Mocsai (født 10. marts 1954) er en ungarsk tidligere håndboldspiller og -træner, som blandt andet har trænet Ungarns håndboldlandshold for kvinder (1998-2004) og mænd (1985-1989, 2010-2014). Klubmæssigt har han trænet flere ungarske og tyske hold. Han er en af mest succesrige ungarske trænere gennem tiden med blandt andet et ungarsk klubmesterskab for kvinder, seks for mænd, en Champions League-sejr for kvinder, to sejre i Cup Winners' Cup for mænd og en sejr i EHF Cup for mænd. Med landsholdet er hans største bedrifter EM-guld 2000 og sølv ved OL samme år for kvinder samt VM-sølv 1986 for mænd.